# Mick Jenkins

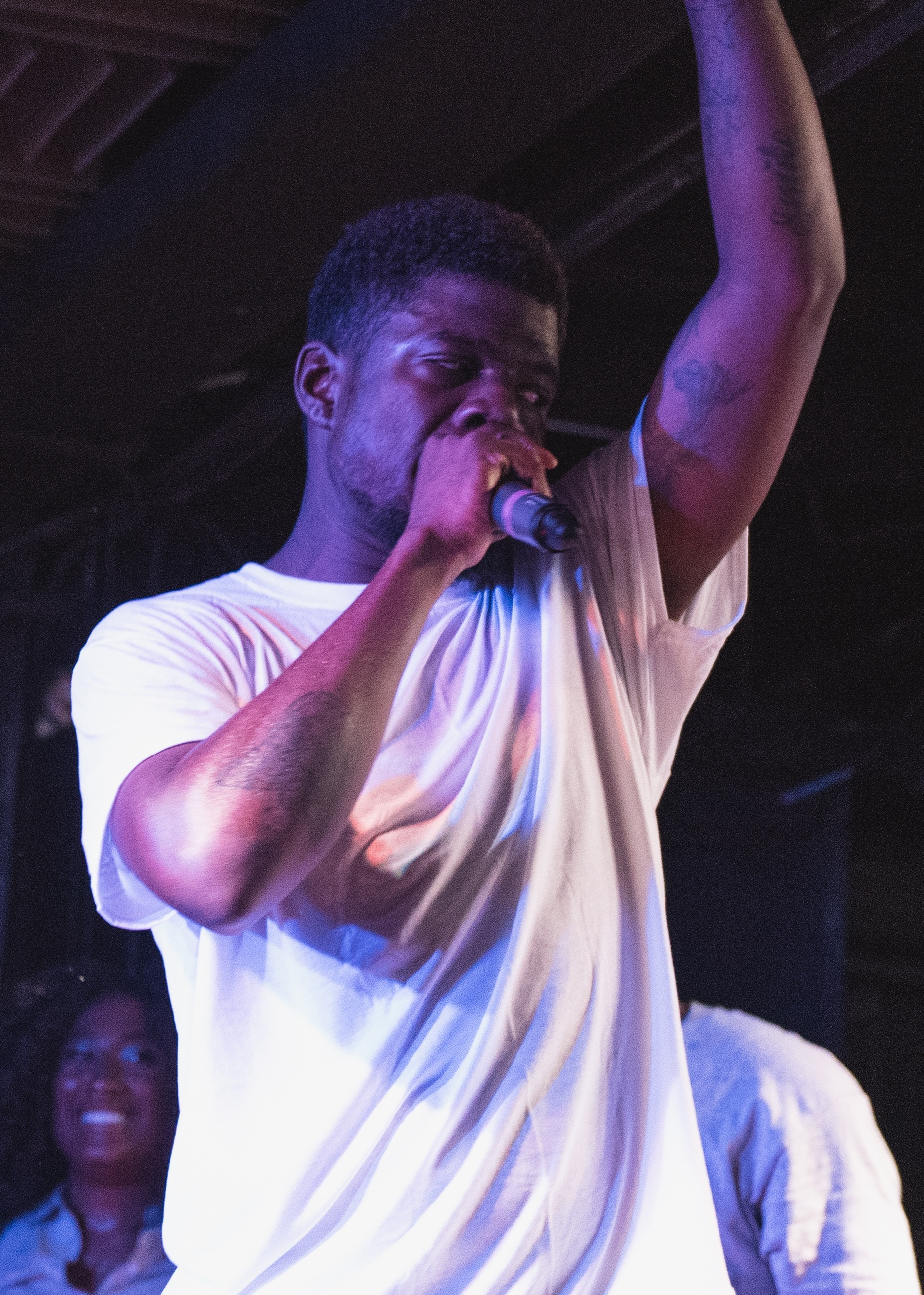
Mick Jenkins, 2016

Mick Jenkins (* 16. April 1991 in Huntsville, Alabama; bürgerlich: Jayson Jenkins), auch bekannt als Mickalas Cage, ist ein US-amerikanischer Rapper, der bei dem New Yorker Independent-Label Cinematic Music Group unter Vertrag steht.

## Leben
Jayson Jenkins zog nach der Trennung seiner Eltern im Jahr 1998 vorübergehend nach Florida. Im Jahr 2000 folgte dann der Umzug zusammen mit seiner jüngeren Schwester und seiner Mutter, die an der Krankheit Lupus erythematodes leidet, nach Chicago, der Herkunftsstadt eines Großteils seiner Verwandten. In South Side Chicago verbrachte er als Jugendlicher viel Zeit damit, die soziale, kulturelle und künstlerische Vielfalt der Stadt zu erkunden.
Seinen Abschluss machte Mick Jenkins an der Hirsch Metropolitan High School in Chicago. Dabei nahm er an dem law-academy-Programm der Schule teil, belegte Vorbereitungskurse für ein Jurastudium und arbeitete einige Monate als Praktikant für das Amtsgericht im Dirksen Federal Building. Desillusioniert und mit wachsendem Interesse am Modedesign kehrte er dem law-academy-Programm aber im Jahr 2009 den Rücken zu und begann schließlich ein Studium im Bereich Public Relations an der Oakwood University in Huntsville. Nachdem sein Vater, der an der Oakwood University als Schreiner arbeitete, seinen Job und somit auch den Anspruch auf reduzierte Studiengebühren für Familienmitglieder verloren hatte, musste Mick Jenkins das College im Jahr 2012 aufgrund der zu hohen Studiengebühren ohne Abschluss verlassen.
Eigenen Angaben nach hatte Mick Jenkins bereits während seiner Schulzeit ein ausgeprägtes Interesse an Musik, Poesie und Poetry Slam, sowie ein Faible für das Schreiben eigener Gedichte. An der Schule war er Mitglied einer Theatergruppe namens Controversy und in den Jahren 2007 und 2008 nahm er an einigen der offenen Youth Slams der Non-Profit-Organisation Young Chicago Authors teil. Die Poesie brachte ihn dann während seiner Studienzeit zum Rap:

“Same as poetry, it just kind of spiraled out of control into what it is today.”

Mick Jenkins hat nach eigenen Angaben ein Faible für Jazz und Neo-Soul. Zu seinen Inspirationen zählen, eigenen Angaben nach, vor allem die Künstler Sade, Prince, Maxwell, Bilal, Jill Scott, Common, Mos Def, Talib Kweli und Kanye West.
Während seines Studiums erstellte Mick Jenkins insgesamt fünf Mixtapes. Nach seiner Exmatrikulation nahm er Job bei einer Marketingagentur in Chicago an. Auf der Rückfahrt von einem Besuch in Alabama wurde Jenkins im März 2013 wegen des Besitzes von Marihuana verhaftet. Weil er die dafür ausstehende Geldstrafe nicht bezahlen wollte und konnte, verbrachte er 34 Tage in einem Gefängnis in Alabama, woraufhin er auch seinen Job verlor. Nach seiner Entlassung begann er seinen Fokus auf seine Musik und seine Texte zu legen, und ging seine Rapkarriere mit neuer Energie an:

“I had to get serious about the content. I couldn’t be seriously making music about nothing.”

Daraufhin gab Jenkins das Mixtape Trees & Truths heraus, an dem er bereits vor seiner Inhaftierung gearbeitet hatte und das den Beginn der eigenen Neuorientierung hin zu inhaltlich bedeutsamen Texten und aussagekräftigen Projekten darstellte. Mit diesem offiziellen Debütmixtape erlangte er erstmals größere Aufmerksamkeit, unter anderem wegen der Acid-Jazz-lastigen Produktion, den zahlreichen biblischen Allegorien und der gefühlsbetonten Lyrik.
2014 veröffentlichte er sein Projekt The Water[s], das er um die zentrale Idee des metaphorischen Vergleichs von Wasser mit Wahrheit und Wissen aufbaute. Mit diesem Mixtape, an dem er etwa ein Jahr gearbeitet hatte – die ersten Songs schrieb er in der Zeit seines Gefängnisaufenthaltes –, und mit der provokanten Single Martyrs gelang ihm der Durchbruch. Nach der Veröffentlichung der Single mit dem dazugehörigen, ebenso provokanten Musikvideo auf dem Videoportal YouTube im Dezember 2013, nahm ihn das kreative Indie-Label Cinematic Music Group in Obhut.
Im Herbst 2014 nahm Jenkins an der Smoker’s Club World Wide Rollers Tour teil und trat zusammen mit Method Man, Redman, B-Real und Berner auf. Im Februar 2015 startete Jenkins’ erste eigene US-weite Tour, die er zusammen mit Kirk Knight, Mitglied des New Yorker Hip-Hop-Kollektivs Pro Era, organisierte. Danach begleitete Mick Jenkins Joey Badass auf dessen World Domination Tour im Juni 2015 durch die USA.
Seine erste offizielle EP Wave[s] gab Jenkins am 21. August 2015 heraus. Auf der darauffolgenden Tour durch Nordamerika wurde Jenkins von dem französischen Produzenten und DJ STWO begleitet. Die Europatournee im Oktober und November 2015 absolvierte er zusammen mit The MIND.
Von Kritikern positiv beurteilt wurden seine verschachtelten und poetischen Texte, die subtilen, gesellschaftskritischen, oftmals auch provokanten Botschaften seiner Lieder, die zahlreichen Wortspiele und die metaphorischen Vergleichen, die er als Grundlage seiner Projekte verwendet.
Jenkins ist Mitglied des Hip-Hop-Kollektivs Free Nation. Nach eigener Aussage vertritt und fördert die Gruppe kreatives, offenes Denken und lehnt von bestehenden Mächten auferlegte, engstirnige Ansichten ab. Außerdem kollaborierte Jenkins bisher unter anderem mit Kiesza, Joey Badass, Kirk Knight, Noname Gypsy, Chance the Rapper, Vic Mensa, Saba, Jean Deaux, BadBadNotGood, Kaytranada, The MIND und THEMpeople.
2016 erschien sein erstes Studioalbum mit dem Titel The Healing Component. Pieces of a Man, das zweite Studioalbum, wurde am 26. Oktober 2018 von Free Nation and Cinematic Music Group veröffentlicht.

## Diskografie
Alben
- The Healing Component (2016)
- Pieces of a Man (2018)
- The Circus (2020)
- Elephant in the Room (2021)
- The Patience (2023)

EPs
- Wave[s] (2015)
- Sip! (mit THEMpeople, ft. The MIND) (2016)

Mixtapes
- Hot Crunchy Cheese Curls EP (2012)
- The Mickstape (2012)
- The Pursuit of HappyNess: The Story of Mickalascage (2012)
- Trees & Truths (2013)
- The Water[s] (2014)
- Or More; The Anxious (2017)
- Or More; The Frustration (2018)

Kollaborationsalben
- A3C Volume 4 (2014)

Singles
- 2013: Chicago
- 2013: Strapped
- 2013: BOB (feat. Dally Auston)
- 2013: Pyrite (feat. Lord of the Fly)
- 2013: Crossroads (feat. Chance the Rapper und Vic Mensa)
- 2014: Leonidas
- 2014: Free Nation (Rebel Soldier Pt. 2)
- 2014: Steam
- 2014: Treat Me (Caucasian) (feat. Supa BWE)
- 2014: Keep It 100 (feat. YC the Cynic)
- 2014: Lazarus
- 2014: Rain
- 2014: Fate
- 2014: 11
- 2015: Touch Me (produziert von The Purist)
- 2015: Time (C.S.S.: The Chicago Sight ’n Sound)
- 2015: HeadAss (Vic Spencer Diss)
- 2016: On the Map (Reworked/Cover) (feat. BadBadNotGood)
- 2016: The Artful Dodger (produziert von Kaytranada und THEMpeople)
- 2016: Sunkissed (feat. The MIND, produziert von Da-P)
- 2016: Spread Love
- 2016: Drowning (feat. BadBadNotGood)
- 2017: Last Train (feat. Kyle Joshua)
- 2017: Black Twitter (feat. mickeyblakkk)
- 2017: A Layover
- 2017: Vampire in Brooklyn

Als Gastmusiker
- Saba – „Heaux“ von GETCOMFORTable (2012)
- Noname Gypsy – „Samaritan“ von #telefone (2013)
- Alex Wiley – „Own Man“ (2014)
- THEMpeople – „THE MOON“ von Smoke Breaks IV (2014)
- Via Rosa – „Flashback“ von DeathViaLove (2014)
- Alex Wiley – „Forever“ von Village Party (2014)
- OnGaud – „Realer Than Most“ (2014)
- Reggie Bonds – „Ol Dirty Bastard“ (2014)
- Kiesza – „Losin’ My Mind“ von Sound of a Woman (2014)
- DeJuan Whaley – „Newton’s Law“ (2015)
- Supa BWE – „Judas“ von [mausoleum ep](2015)
- Joywave – „Bad Dreams“ (2015)
- The O’My’s – „Peace of Mind“ (2015)
- Hurt Everybody – „Social Network (Gang)“ von 2K47 (2015)
- Hurt Everybody – „Stay Awake“ von 2K47 (2015)
- Statik Selektah – „How You Feel“ von Lucky 7 (2015)
- ASTR – „It’s Over“ von Homecoming EP (2015)
- Kirk Knight – „I Know“ von Late Knight Special (2015)
- High Klassified – „Gold“ von Kronostasis (2015)
- Noelz Vedere – „REIGN“ von Pyramid Poet (2015)
- RICO GREEN – „Colours and Movement“ von Black America (2015)
- TEKH TOGO – „End of the Rainbow“ von Blackwater (2016)
- Owen Bones – „Stuntman“ von Surrender! (2016)
- CGB – „Test Me“ von Homegrown (2016)
- GreenSLLIME – „Zoo“ (2016)
- Chance the Rapper – „Grown Ass Kid“ (2016)
- BadBadNotGood – „Hyssop of Love“ von IV (2016)
- Dylan Ireland – „Soul“ von Nothing New (2016)
- Bel-Air – „Drive Slow“ (2016)
- Odd Couple – „Blinded“ (2016)